# Phil Stark

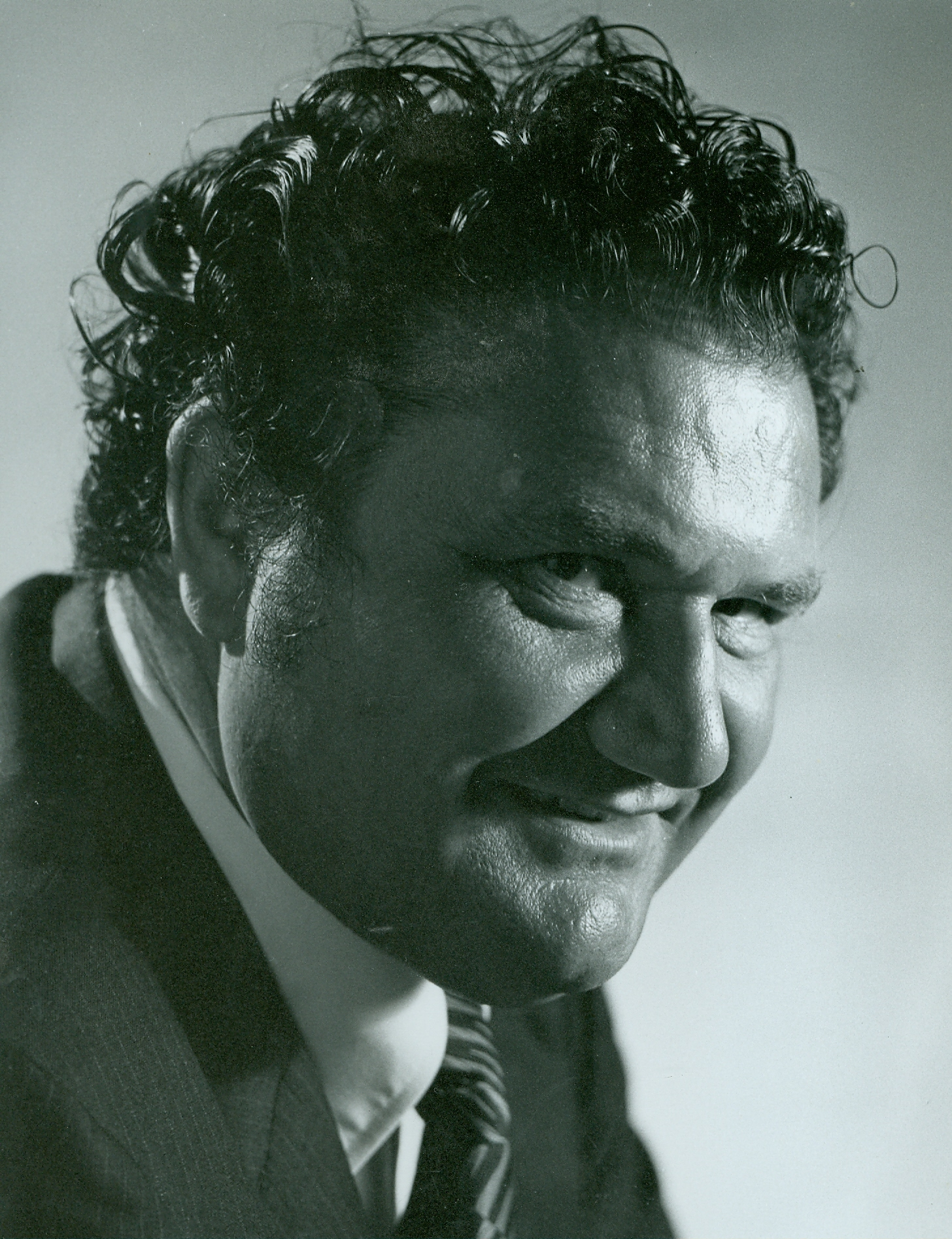
Phil Stark (Philipp Stork)

Phil Stark (* 30. Dezember 1919 in Gräfenhausen als Philipp Stork; † 14. April 1992 in Toronto) war ein deutscher Opernsänger (Tenor), der nach Kanada auswanderte.

## Leben
Phil Stark kam im Alter von zwei Jahren nach Darmstadt-Wixhausen. Nach seiner Ausbildung als Geiger bei Otto Drumm (Konzertmeister am Hessischen Landestheater Darmstadt) studierte er Gesang bei Susanne Horn-Stoll, ebenfalls in Darmstadt. Seine Karriere begann am Stadttheater Trier und führte über Heidelberg, das Staatstheater Wiesbaden, Köln, Zürich, Nürnberg, Bremen, Düsseldorf und Duisburg bis ans Grand Théâtre de Bordeaux. Auch sang er Konzerte im Süddeutschen Rundfunk. 1958 zog er nach British Columbia und wurde kanadischer Staatsbürger. Ab 1960 wohnte er in Toronto.
Zwischen 1960 und 1965 und dann regelmäßig von 1967 bis zu seinem Tod sang Stark mit der Canadian Opera Company (COC). Ebenso trat er an der Vancouver Opera, der Edmonton Opera und am Stratford Festival of Canada sowie in verschiedenen Radio- und Fernsehsendungen des SRC auf. Er spezialisierte sich auf Charakterrollen und sang in Europa und in den Vereinigten Staaten an der Seite von Sopranistinnen wie Birgit Nilsson, Astrid Varnay, Anja Silja, Maria Kouba und Joan Sutherland.

Phil Stark, New York 1973

Am 27. Oktober 1973 gab er sein Debüt an der Metropolitan Opera New York in der Rolle des Herodes in Salome an der Seite von Grace Bumbry und sang daraufhin den Schmied Mime in Siegfried (1974) und Aegisthus in Elektra (1975). Weitere Rollen waren Pang in Turandot und Herodes in Salome in Hartford. Außerdem sang er 1981 an der San Francisco Opera an der Seite von Hanna Glawari den Baron Zeta in Die lustige Witwe.
Im Oktober 1983 stand er unter der Leitung von Nicola Rescigno als Kaiser der Turandot Martina Arroyo zur Seite. Martina Arroyo sang bei der Canadian Opera Company (COC) ihre erste Turandot. Calaf war Ermanno Mauro. Der Prinz von Persien dieser Vorstellung war der damals noch unbekannte Ben Heppner. Die Vorstellung wurde im Rundfunk übertragen.